# CHU Ibn Rochd
 (avril 2021).
Le Centre hospitalier universitaire Ibn Rochd (abrégé CHUIR / CHU Ibn Rochd) est un centre universitaire hospitalier, situé dans la ville de Casablanca, au Maroc, créé en 1983.
Affilié à la Faculté de médecine et de pharmacie de Casablanca, Il s’agit de la plus grande institution hospitalière du Maroc, tant par sa superficie que par sa capacité d'accueil, avec 1685 lits.

## Histoire
Le CHUIR a été créé à partir des hôpitaux Maurice-Gaud, Jules-Colombani et l'hôpital militaire Jean-Vial qui a été construit au cours des années trente. En 1956, l'hôpital militaire prend le nom d'hôpital du 20-Août-1953, les hôpitaux Maurice-Gaud et Jules-Colombani ont été fusionnés sous le nom d'hôpital Ibn Rochd.
En 1975, date de la création de la Faculté de Médecine de Casablanca, ces formations furent intégrées dans le cadre du centre hospitalier universitaire Ibn Rochd.
Par ailleurs, les locaux de l’Hôpital d’enfants, de même que le bâtiment des laboratoires d’analyses médicales biologiques et celui de l’anatomie pathologique furent construits en 1979.
Quant au Centre de Consultations et de Traitements Dentaires, il a été rattaché au CHUIR en 1981, année de l’ouverture de la Faculté de Médecine Dentaire de Casablanca.
Depuis 1983, le centre hospitalier universitaire Ibn Rochd est érigé en établissement public, à caractère administratif, doté de la personnalité morale et de l’autonomie financière.
En septembre 2011, l’hôpital d’Enfants a été baptisé hôpital d’Enfants Abderrahim-Harouchi, en hommage pour l’œuvre de cet éminent chirurgien-pédiatre, qui a été également son médecin directeur dans les années quatre-vingts.
En 2016, à la suite du transfert du service de la maternité de l’Hôpital Ibn Rochd à une nouvelle structure au sein de l’Hôpital d’Enfants, inaugurée par le roi Mohammed VI, et la création du pôle Mère-enfant, cette structure a été rebaptisée hôpital Mère-Enfant Abderrahim-Harouchi.

## Description
Le centre hospitalier universitaire comprend quatre établissements médicaux:
- L'hôpital Ibn Rochd (1020 lits);
- L'hôpital du 20 août 1953 (291 lits);
- L'hôpital mère et enfant Abdel Rahim Al Harouchi (374 lits);
- le centre d'examen et de traitement dentaire (106 chaises dédiées aux soins dentaires).

Chaque année, le CHU Ibn Rochd accueille approximativement 1 030 000 patients. Les activités médicales du CHU comprennent des consultations médicales, totalisant 594 435, ainsi que la réalisation de 7 000 accouchements.
Le CHU Ibn Rochd s'étend sur 45 hectares et est situé dans le centre-ville, à proximité d'autres établissements de santé publics, et de divers transports en commun à côté sud, ce qui le rend facile d'accès libre,,.

## Historique
Le Centre Hospitalier Universitaire (CHU) Ibn Rochd a été instauré en conformité avec les dispositions énoncées dans la loi numéro 37.80 relative aux centres hospitaliers. Ses attributions et missions sont définies de la manière suivante,:
- Faire toutes sortes de traitements médicaux.
- Mener des travaux de recherche médicale en tenant pleinement compte de l'inviolabilité des patients, physiquement et moralement, et en préservant leur dignité.
- Participer à l'enseignement clinique, universitaire et postuniversitaire dans le domaine de la médecine et de la pharmacie, ainsi qu'à la formation d'assistants médicaux.
- Contribuer à l'atteinte des objectifs fixés par l’État dans le domaine de la santé publique.

## Actes pratiqués
Le CHU Ibn Rochd est connu au Maroc pour avoir des médecins spécialisés dans certaines maladies complexes telles que l'hématologie, l'oncologie, la chirurgie cardiovasculaire, la neurochirurgie, le traitement des brûlures, la chirurgie plastique, la chirurgie maxillo-faciale, la chirurgie thoracique.